# Les Pontets
Les Pontets é uma comuna francesa na região administrativa de Borgonha-Franco-Condado, no departamento de Doubs. Estende-se por uma área de 6,36 km². Em 2010 a comuna tinha 136 habitantes (densidade: 21,4 hab./km²).